# Lucas Valley-Marinwood
Lucas Valley-Marinwood es un lugar designado por el censo del condado de Marin, California, Estados Unidos. Según el censo de 2020, tiene una población de 6259 habitantes.
En los Estados Unidos, un lugar designado por el censo (traducción literal de la frase en inglés census-designated place, CDP) es una concentración de población identificada por la Oficina del Censo exclusivamente para fines estadísticos.
En este caso incluye los barrios de Lucas Valley y Marinwood.

## Geografía
Está ubicado en las coordenadas 38°02′26″N 122°34′35″O / 38.04056, -122.57639 (38.040509, -122.576482).  Según la Oficina del Censo, tiene una superficie de 14.84 km², correspondientes en su totalidad a tierra firme.

## Demografía
Según la estimación 2019-2023 de la Oficina del Censo, los ingresos medios de los hogares son de $200,938 y los ingresos medios de las familias son de $243,295. Los ingresos per cápita en los últimos doce meses, medidos en dólares de 2023, son de $108,059. Alrededor del 4.3% de la población está por debajo de la línea de pobreza.